# Listă de filme istorice de război care au loc înainte de căderea Imperiului Roman de Apus
Aceasta este o listă de filme istorice de război (care include și programe TV și documentare) care au loc înainte de căderea Imperiului Roman de Apus. Aceste filme au loc în lumea antică, începând cu Egiptul Antic (3050 î.Hr.) până la căderea Imperiului Roman de Apus  (aproximativ 476 d.Hr.).

## RăzboaieleEgiptului Antic(3050 î.Hr. – 332 î.Hr.)
- Dragostea faraonului (Das Weib des Pharao⁠(d), 1922)
- Sudan⁠(d) (1945)
- Egipteanul (The Egyptian, 1954)
- Ținutul faraonilor (Land of the Pharaohs, 1955)
- Prințesa Nilului (The Pharaohs' Woman⁠(d), 1960)
- Nefertiti, regina del Nilo (1961)
- Faraon (Pharaoh, 1966)
- Nefertiti, figlia del sole⁠(d) (1994)[1]
- Regele Scorpion (The Scorpion King, 2002)
- Tut (2015)

## RăzboaieleIsraelului Antic(1600–400 î.Hr.)
- Esther⁠(d) (1916)
- The Queen of Sheba⁠(d) (1921)
- Salome⁠(d) (1923)
- The Ten Commandments⁠(d) (1923)
- Judith and Holofernes⁠(d) (1929)
- David and Bathsheba⁠(d) (1951)
- The Queen of Sheba⁠(d) (1952)
- Slaves of Babylon⁠(d) (1953)
- The Ten Commandments (1956)
- Solomon and Sheba (1959)
- Judith and Holofernes⁠(d) (1959)
- Esther and the King⁠(d) (1960)
- Moses the Lawgiver⁠(d) (1974)
- The Story of David⁠(d) (1976)
- King David⁠(d) (1985)
- Moses⁠(d) (1995)
- Solomon & Sheba⁠(d) (1995)
- One Night with the King⁠(d) (2006)
- The Ten Commandments⁠(d) (2007)
- The Book of Esther⁠(d) (2013)
- Exodus: Gods and Kings⁠(d) (2014)

## Războiul Troian(1193–1183 î.Hr.)
- The Fall of Troy (1911)
- Helena⁠(d) (1924)
- The Private Life of Helen of Troy (1927)
- Helen of Troy (1956)
- The Trojan Horse⁠(d) (1961)
- L'ira di Achille⁠(d) (1962)
- The Trojan Women⁠(d) (1971)
- Iphigenia (1977)
- Helen of Troy⁠(d) (2003)
- Troy (2004)
- Troy: Fall of a City⁠(d) (2018)，TV series

## Războaiele Chinei antice(771 î.Hr.–280 d.Hr.)

### Perioada de primăvară și toamnă (771-476 î.Hr.)
- The Great Revival⁠(d) (Wo Xin Chang Dan, serial TV, 2007)

### Perioada Statelor Războinice (476–221 î.Hr.)
- Qu Yuan⁠(d) (1977)
- The Emperor's Shadow⁠(d) (1996)
- The Emperor and the Assassin⁠(d) (1999)
- Hero⁠(d) (2002)
- A Battle of Wits⁠(d) (2006)
- Wheat⁠(d) (2009)
- Sacrifice⁠(d) (2010)
- Little Big Soldier⁠(d) (2010)
- The Warring States⁠(d) (Zhan guo, 2011)

### Conflictul Chu–Han (206–202 î.Hr.)
- The Great Conqueror's Concubine (1994)
- White Vengeance (2011)
- The Last Supper (2012)
- Legend of Chu and Han (2012)

### Războiul Han–Xiongnu (133 î.Hr.–89 d.Hr.)
- Mulan (1998), film de animație
- Mulan (2009) [2]
- The Rise of King Modu (2013)
- Mulan (2020), remake live-action al filmului de animație din 1998

### Războaiele celorTrei Regate(220–280 d.Hr.)
- Diao Chan⁠(d) (1938)
- Diao Chan⁠(d) (1958)
- Diao Chan yu Lu Bu (1967)
- Red Cliff⁠(d) (Bătălia de la Stânca Roșie, 2008)
- Three Kingdoms: Resurrection of the Dragon⁠(d) (Regatul Dragonilor, 2008)
- Three Kingdoms⁠(d) (Regatul Dragonilor, 2010)
- The Lost Bladesman⁠(d) (Guan yun chang, 2011)
- The Assassins⁠(d) (Regatul asasinilor, 2012)

## Războaiele greco-persane(499–450 î.Hr.)
- La battaglia di Maratona⁠(d) (1959)
- The 300 Spartans (1962)
- 300 (2006) Battle of Thermopylae, Battle of Plataea
- Last Stand of the 300⁠(d) (2007) TV documentary/reenactment which premièred on The History Channel
- 300: Rise of an Empire (2014) Battle of Plataea, Battle of Marathon, Battle of Artemisium, Battle of Salamis

## Războaiele luiAlexandru cel Mare(338–325 î.Hr.)
- Sikandar (1941)
- Alexandru Macedon (1956)
- Goliath e la schiava ribelle (1963)
- Alexandru (2004), reprezentări ale Bătăliilor de la Gaugamela și Hidaspes
- [[{{{2}}}|Young Alexander the Great]]⁠(en)[traduceți] (2010)

## Războaiele diadohilor(322–275 î.Hr.)
- Colosul din Rodos (1961)

## Cuceririle luiAșokacel Mare (cca. 304–232 î.Hr.)
- Asoka (2001)
- Chakravartin Ashoka Samrat

## Războaiele Republicii/Imperiului Roman
- Brenno il nemico di Roma (1963), prima invazie galică a Italiei[3]
- Roma (2005/2007)
- Augustin: The Decline of the Roman Empire (2010) miniserie TV despre Sfântul Augustin, plasată în timpul invaziei vandale
- Dragon Blade: Înclestarea imperiilor (2015)[4]

### Războaiele punice(264–146 î.Hr.)
- Cabiria (1914)
- Scipio Africanus: Înfrângerea lui Hannibal (1937)
- Annibale (1960), Al Doilea Război Punic
- Cartagina în flăcări (1960), al treilea război punic
- Asediul Siracuzei (1960)
- Hannibal (2006), prezentare TV a celui de-al doilea război punic

### Războaiele Gladiatorilor (135–75 î.Hr.)
- Păcatele Romei (Spartaco, 1953)
- Spartacus (1960), Răscoala lui Spartacus
- Il figlio di Spartacus (1962)
- Gli invincibili dieci gladiatori (1964)
- Spartacus (2010)

### Războaie civile romaneîn timpul Republicii târzii (133–31 î.Hr.)
- Cleopatra⁠(d) (1917)
- Cleopatra (1934)
- Caesar and Cleopatra (1945)
- Julius Caesar⁠(d) (1950)
- Julius Caesar (1953)
- Serpent of the Nile⁠(d) (1953)
- Legions of the Nile⁠(d) (1959)
- Cleopatra (1963)
- Julius Caesar⁠(d) (1970)
- Antony and Cleopatra (1972)
- Antony and Cleopatra⁠(d) (1974)
- Antony and Cleopatra⁠(d) (1981)
- Cleopatra (1999)
- Rome (2005)

### Războaiele Iudaico-Romane(63 î.Hr. – 135 d.Hr.)
- Ben-Hur (1925)
- Salome⁠(d) (1953)
- Ben Hur (1959)
- King of Kings (1961)
- Masada (1981)
- Ben Hur (2016)
- Risen (2016)

### Războaiele Galice(58–50 î.Hr.)
- La schiava di Roma (1961)
- Giulio Cesare, il conquistatore delle Gallie (1962)
- I giganti di Roma (1964)
- Filme animate Asterix bazate pe personajul de benzi desenate și războaiele galice
- Druizi (alias Vercingétorix; Vercingétorix: La Légende du druide roi) (2001), Războaiele Galice

### Războiul pentruAnglia romană(43–410)
- Boudica (2003), poveste fictivă a lui Boudicca, regina Icenilor din Marea Britanie și revolta împotriva ocupației romane.
- Centurion (2010), Legiunea a IX-a romană în Marea Britanie din secolul al II-lea
- Acvila legiunii a IX-a (2011), centurion roman în Anglia în secolul al II-lea
- Britannia (2018)

### Războaiele daco-romane(86–106)
- Dacii (1967), Războiul daco-roman al lui Domițian
- Columna (1968), Războaiele daco-romane ale lui Traian

### Războiul marcoman(166–180)
- Căderea Imperiului Roman (1964), Războiul marcoman
- Gladiator (2000), Războiul marcoman

### Războaie civile romaneîn timpul Imperiului Târziu (306–398)
- Costantino il grande (1961), cronică a vieții împăratului Constantin, inclusiv faimoasa bătălie de pe podul Milvius
- Declinul unui imperiu (Katherine of Alexandria, 2014)[5]

### Războiele cuhunii(395–453)
- Attila (1954), campania europeană a lui Attila Hunul
- Sign of the Pagan (1954)
- Attila flagello di Dio (1982)
- Attila (2001), miniserial TV despe campania europeană a lui Attila Hunul

### Căderea Imperiului Roman de Apus(455–476)
- Ultima legiune (2007)

### Invazia anglo-saxonă a Britaniei(410–600)
- Regele Arthur (2004), reprezentare a bătăliei de la Mons Badonicus
- Ultima legiune (2007)
- Pendragon: Sword of His Father (2008) (direct pe video)[6]